# Pentakill
A Pentakill egy virtuális heavy metal zenekar, amely a League of Legends univerzumához kapcsolódik. Zenéjüket elsősorban a Riot Games házon belüli zenei csapata komponálja és adja elő, de különböző metálzenészek is közreműködnek benne. Második albumuk, a Grasp of the Undying 2017-ben az iTunes metál listájának első helyére került. Harmadik albumukat, a III: Lost Chapter-t egy interaktív "élő" koncert keretein belül mutatták be.

## Tagok
A Pentakill jelenleg hét tagból áll, mindannyian a League of Legends univerzumából: Kayle (Noora Louhimo) és Karthus (Jørn Lande) énekesek, Mordekaiser gitáros, Sona billentyűs, Yorick basszusgitáros és Olaf dobos. A többi szereplő között feltűnik Viego is.

## Közreműködő zenészek
Első album: Smite and Ignite
- Énekesek:
  - Jørn Lande
  - ZP Theart
- Hangszerjátékosok
  - Derek Sherinian
  - Danny Lohner
  - Gregg Bissonette

Második album: Grasp of the Undying
- Énekesek:
  - Jørn Lande
  - Noora Louhimo
  - Per Johansson
- Hangszerjátékosok:
  - Danny Lohner
  - Joe Atlan
  - Tommy Lee
  - Scott Kirkland

Harmadik album: III: Lost Chapter
- Énekesek:
  - Jørn Lande
  - Noora Louhimo
  - Per Johansson
  - Tyler "Telle" Smith
  - Tre Watson
- Hangszerjátékosok:
  - Joe Atlan
  - Benjamin Ellis
  - Tre Watson

## Diszkográfia
- Smite and Ignite (2014)
- II: Grasp of the Undying (2017)
- III: Lost Chapter (2021)

## Fordítás
Ez a szócikk részben vagy egészben  a   Pentakill című angol Wikipédia-szócikk ezen változatának fordításán alapul.  Az eredeti cikk szerkesztőit annak laptörténete sorolja fel. Ez a jelzés csupán a megfogalmazás eredetét és a szerzői jogokat jelzi, nem szolgál a cikkben szereplő információk forrásmegjelöléseként.